# Палладийторий
Палладийторий — бинарное неорганическое соединение, интерметаллид
палладия и тория
с формулой ThPd,
кристаллы.

## Получение
- Сплавление стехиометрических количеств чистых веществ:

{\displaystyle {\mathsf {Pd+Th\ {\xrightarrow {1412^{o}C}}\ ThPd}}}

## Физические свойства
Палладийторий образует кристаллы
ромбической сингонии,
пространственная группа P nma,
параметры ячейки a = 0,7249 нм, b = 0,4571 нм, c = 0,5856 нм, Z = 4,
структура типа борида железа FeB
.
Соединение конгруэнтно плавится при температуре 1412 °C.